# Place Joseph Willem
La place Joseph Willem est une place de la section de Chênée faisant partie de la ville belge de Liège.

## Historique
Au XVIIIe siècle et au XIXe siècle, le pont sur la Vesdre était alors construit dans un axe différent, perpendiculaire au cours d'eau, et aboutissait en rive droite au pied de la rue de l'Église. Des immeubles existaient à ces époques à l'ouest de la place où se situe aujourd'hui la voie à quatre bandes du quai des Ardennes.
La place s'appelle place du Pont de 1885 à 1909, année où elle prend le nom du poète en langue wallonne Joseph Willem (1840-1914).

## Localisation et description
Cette place toute en longueur prolonge la rue du Gravier le long de la rive droite de la Vesdre pour ses derniers mètres avant sa confluence avec l'Ourthe. Il s'agit d'un carrefour automobile très fréquenté qui relie le quartier de Chênée-Bas aux hauteurs de la localité via la rue Neuve.

## Patrimoine
L'ancien hôtel de ville érigé en 1903 se situe à l'extrémité sud de la place.

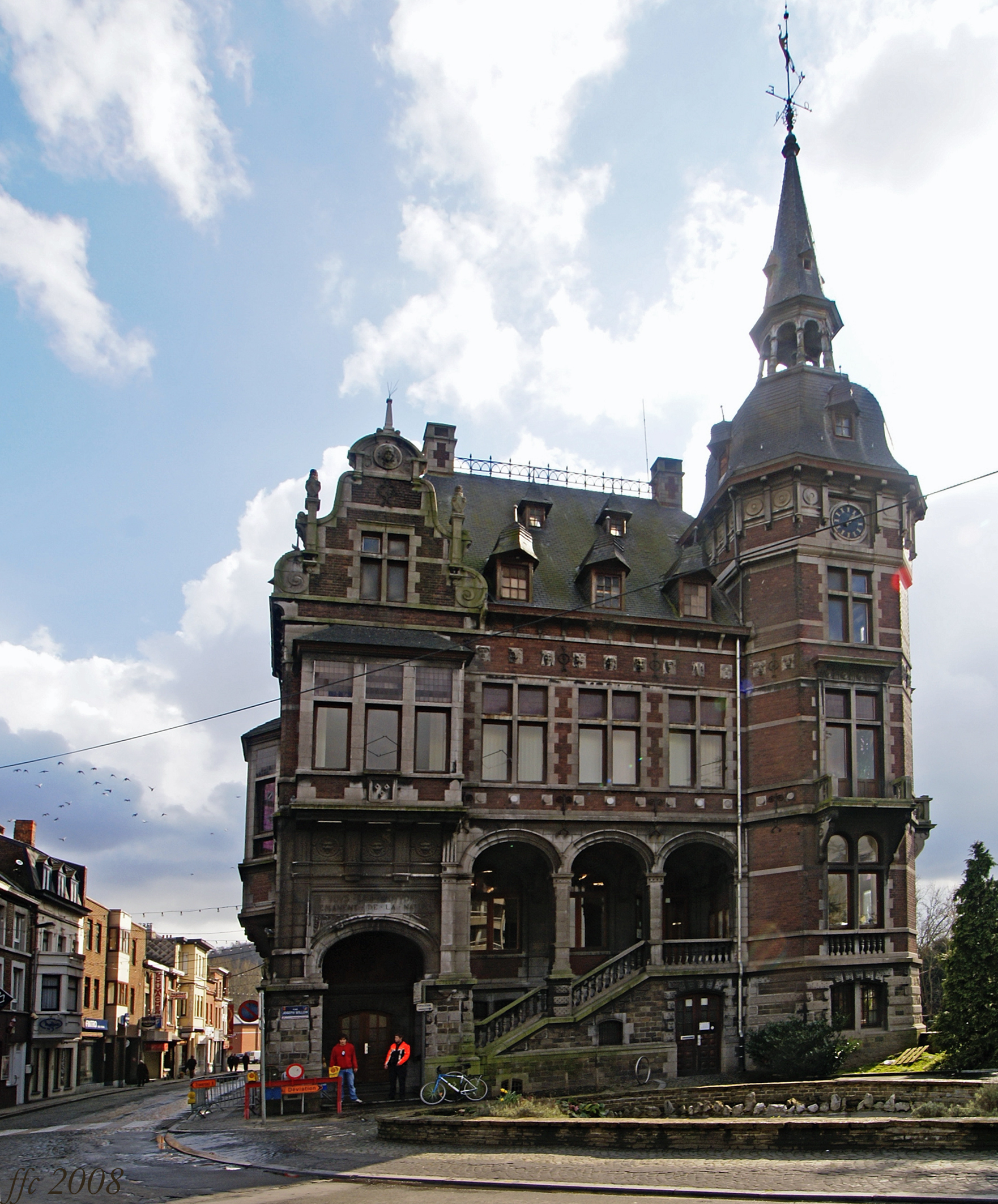
Hôtel de ville de Chênée

## Rues adjacentes
- Rue du Gravier
- Rue de l'Église
- Rue Neuve
- Rue du Confluent
- Quai des Ardennes
- Pont de Chênée

## Activités
La place a une fonction principale de transit routier mais possède aussi une zone commerciale, administrative et résidentielle.